# Callambulyx
Callambulyx ist eine Gattung aus der Schmetterlingsfamilie der Schwärmer (Sphingidae) innerhalb der Unterfamilie Smerinthinae.

## Merkmale
Die meisten Arten der Gattung kann man anhand ihres zurückgebildeten Augenflecks am Analwinkel der Hinterflügel erkennen. Außerdem haben sie grün marmorierte Vorderflügel, die bei den Männchen mehr oder weniger sichelförmig sind. Die Hinterflügel sind karminrot, Thorax und Hinterleib sind grün. Sowohl ein Retinaculum als auch ein Frenulum sind ausgebildet. Der Saugrüssel ist kurz und schwach und kann nicht zur Nahrungsaufnahme verwendet werden. Der Pilifer ist etwas vergrößert und trägt Borsten. Die zurückgebildeten Labialpalpen sind schlank. Sie sind bei den Männchen größer als bei den Weibchen, nicht hervorstehend und nicht am Kopf angelegt. Die Fühler der Männchen sind ventral abgeflacht und tragen lange Setae. Das letzte Segment ist lang und fadenförmig. Der Hinterleib trägt dorsal sowohl schmale stachelförmige, als auch breite Schuppen. Die Schienen (Tibien) sind nicht bedornt. Sie sind länger als das jeweils erste Tarsenglied. Die Sporne der Vorderschienen sind halb so lang wie die Schienen. Die der mittleren und hinteren Schienen sind sehr kurz. Der letzte Sporn der Hinterschiene ist halb so lang wie die Schiene breit ist. Pulvillus und Paronychium sind ausgebildet, letzteres hat an beiden Seiten zwei Loben.
Die Eier sind blass grün und eiförmig. Sie ähneln denen der Gattung Smerinthus sehr.
Die Raupen sehen ebenso denen der Gattung Smerinthus ähnlich, haben jedoch größere Tuberkel auf dem Nachschieber. Das Analhorn ist aufrecht, leicht gekrümmt und granuliert.
Die Puppe sieht wiederum denen der Gattung Smerinthus ähnlich. Der Kremaster ist verlängert und hat entweder ein Dornenpaar an der Spitze oder einige Dornen an den Seiten.

## Lebensweise
Die Nahrungspflanzen der Raupen sind weitgehend unbekannt. Nur von Callambulyx tatarinovii ist bekannt, dass sie an Ulmengewächsen (Ulmaceae) fressen.

## Vorkommen und Systematik
Das Verbreitungsgebiet umfasst die östliche Paläarktis und den Orient. Eine Art, Callambulyx tatarinovii hat ihr Verbreitungsgebiet kürzlich auch Richtung der westlichen Paläarktis in die Nähe der kasachisch-chinesischen Grenze erweitert. Folgende 10 Arten sind bekannt:
- Callambulyx amanda Rothschild & Jordan, 1903
- Callambulyx diehli Brechlin & Kitching, 2012
- Callambulyx junonia (Butler, 1881)
- Callambulyx kitchingi Cadiou, 1996
- Callambulyx poecilus (Rothschild, 1898)
- Callambulyx rubricosa (Walker, 1856
- Callambulyx schintlmeisteri Brechlin, 1997)
- Callambulyx sichangensis Chu & Wang, 1980
- Callambulyx sinjaevi Brechlin, 2000
- Callambulyx tatarinovii (Bremer & Grey, 1853)

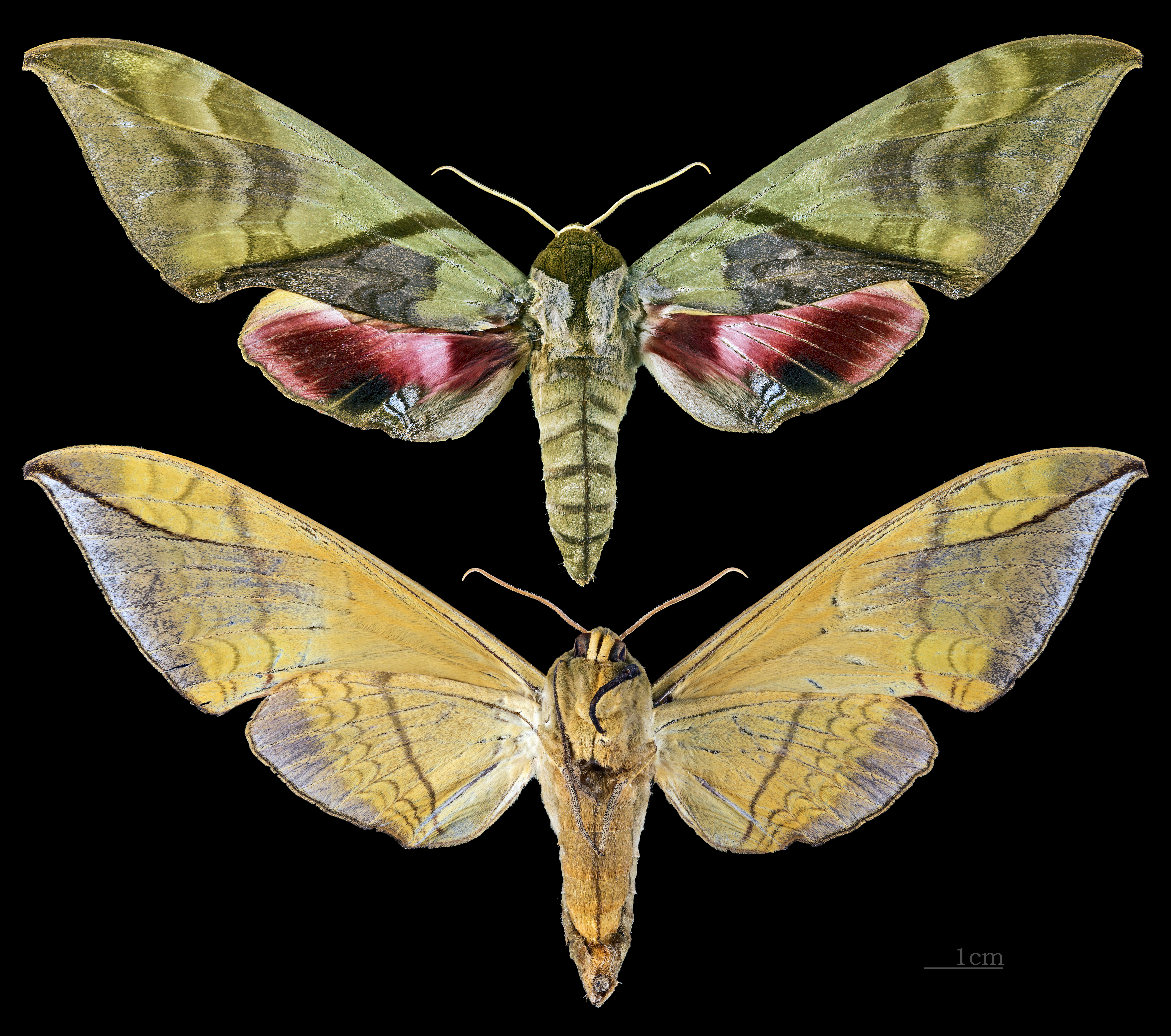
Callambulyx amanda
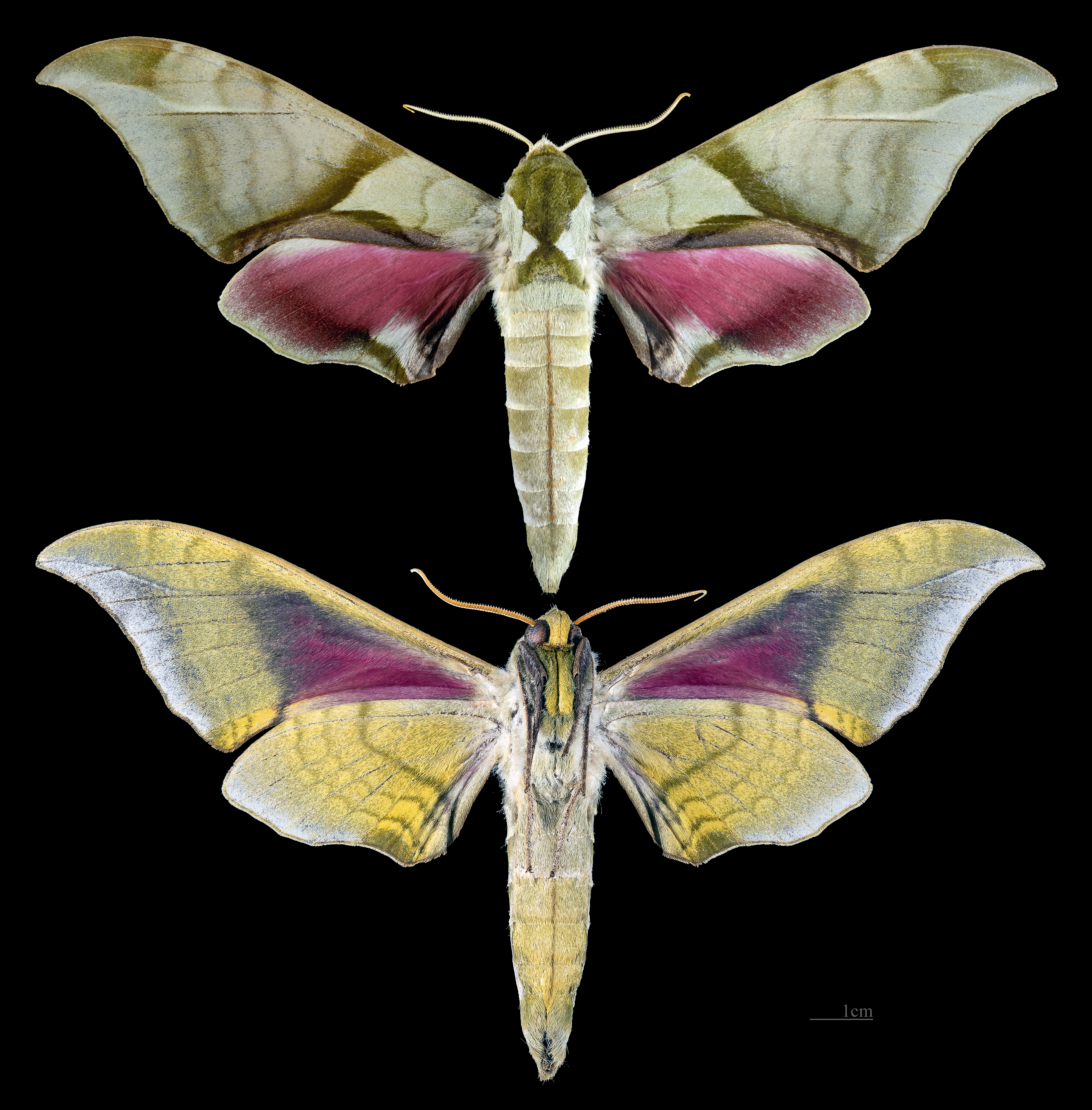
Callambulyx poecilus
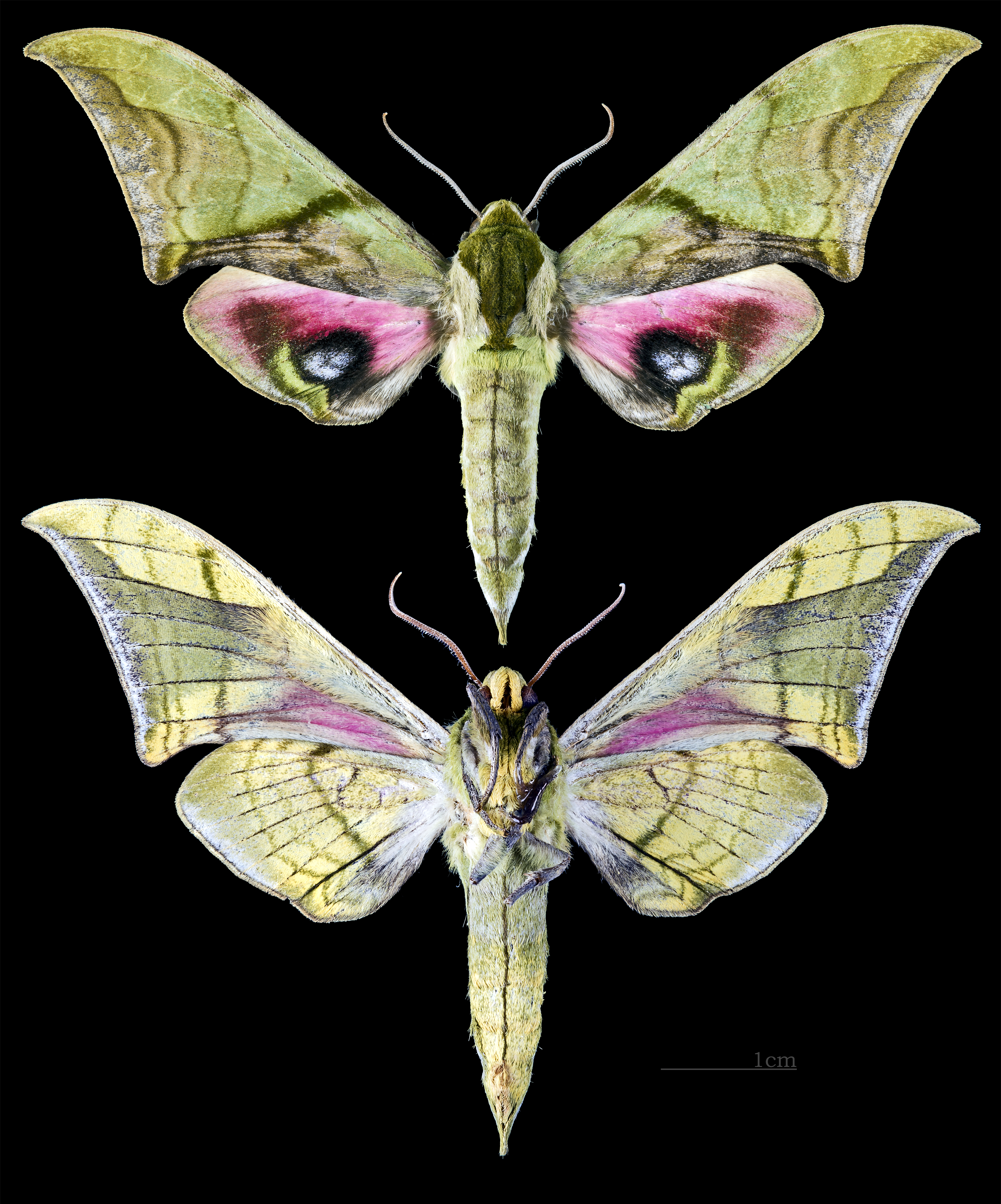
Callambulyx junonia
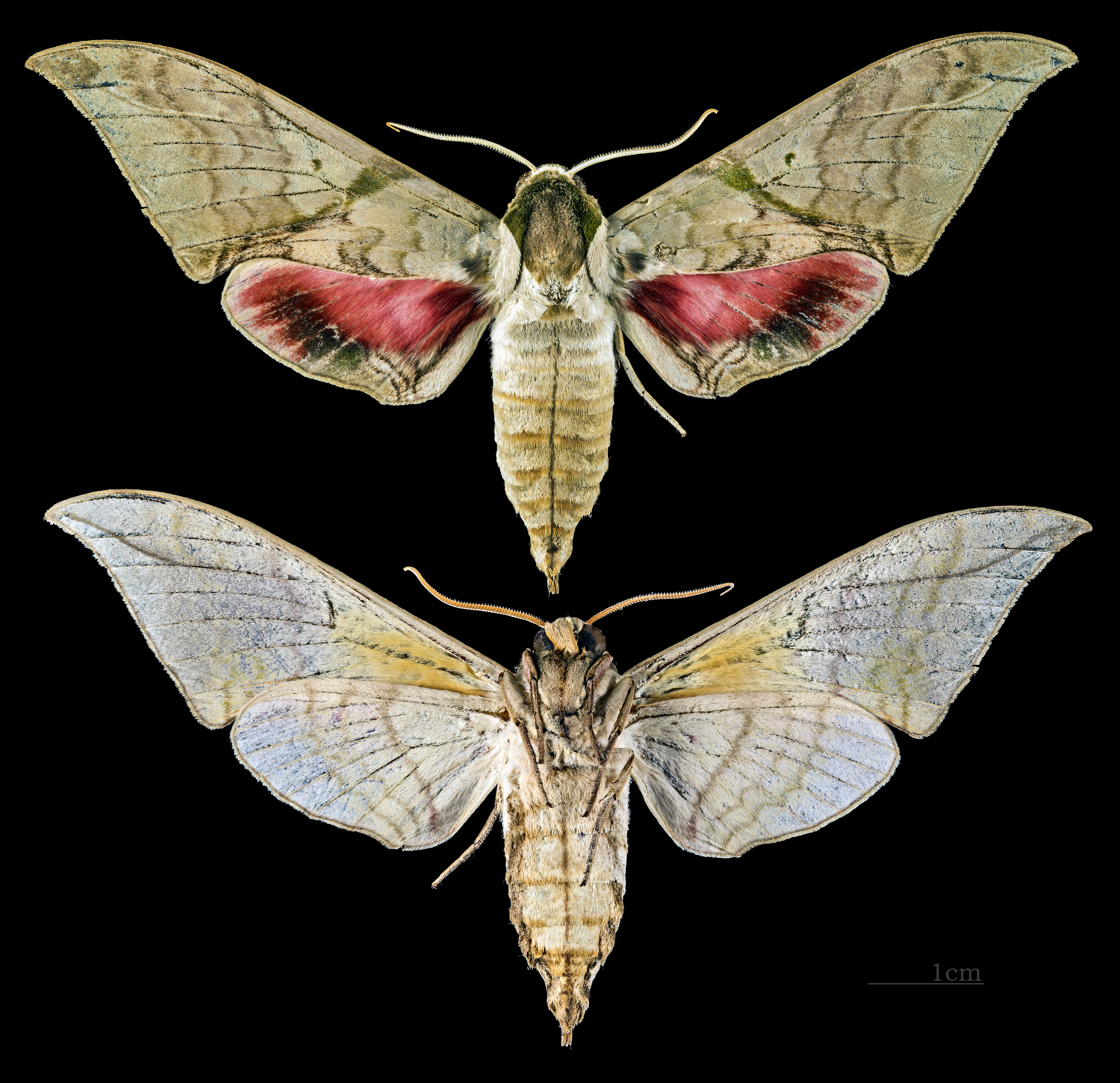
Callambulyx rubricosa piepersi
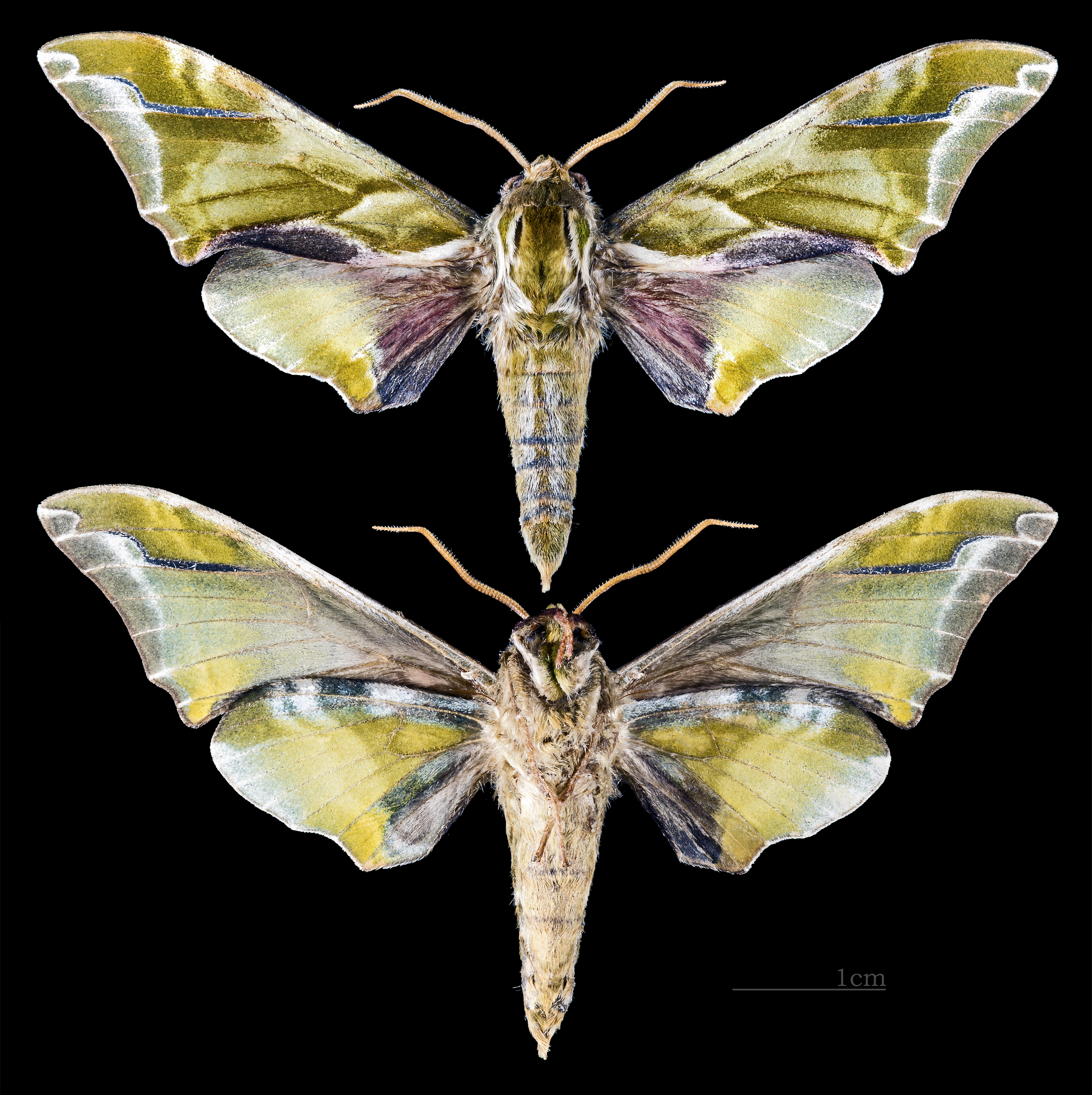
Callambulyx sinjaevi
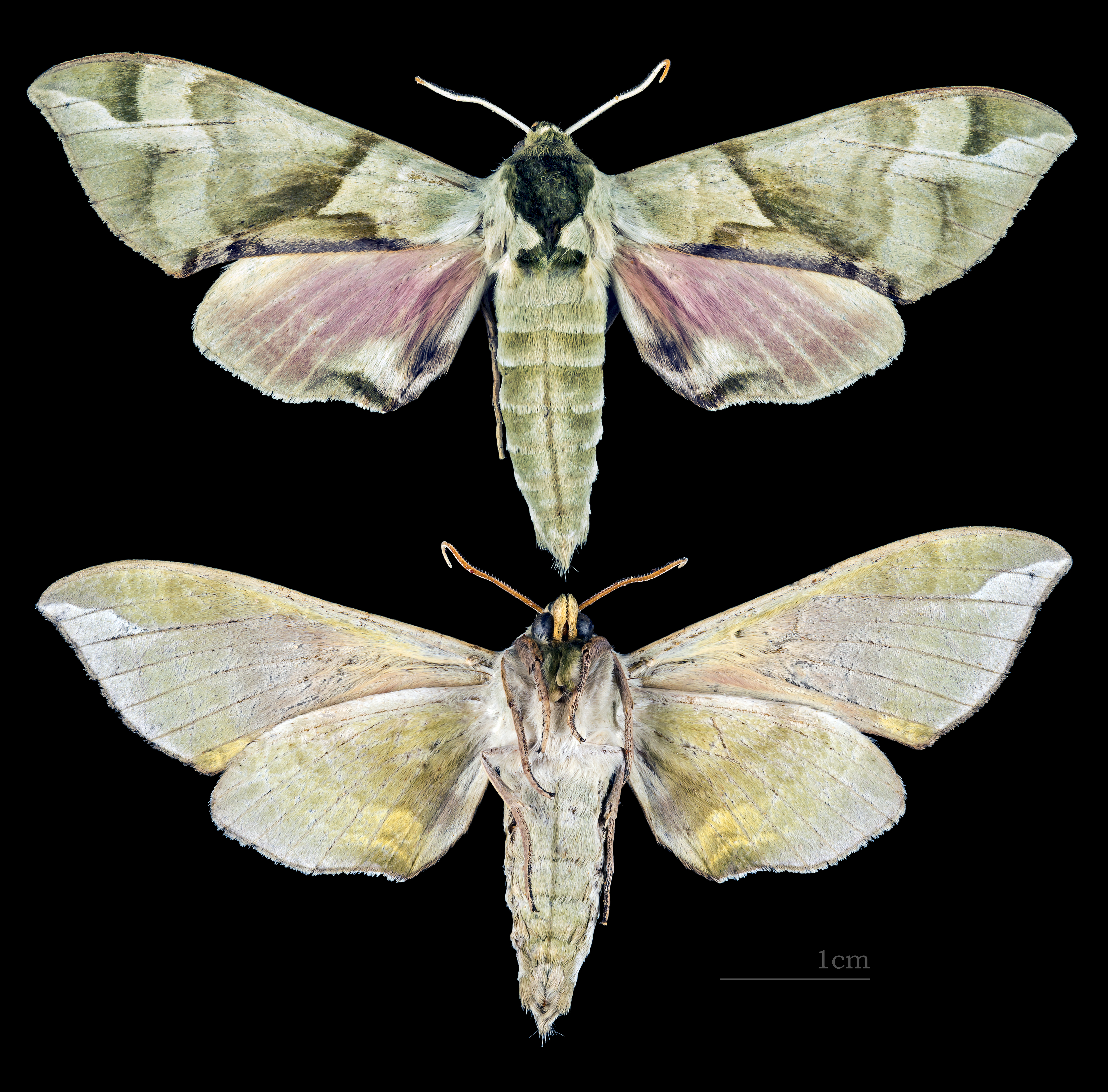
Callambulyx tatarinovii

## Belege